# Ilia Proskouriakov
Pour les articles homonymes, voir Proskouriakov.
Ilia Viatcheslavovitch Proskouriakov - en russe : Илья Вячеславович Проскуряков, et en anglais : Ilya Proskuryakov - (né le 21 février 1987 à Sourgout en URSS) est un joueur professionnel russe de hockey sur glace.

## Carrière de joueur

### Carrière en club
En 2003, il commence sa carrière avec l'équipe réserve du Metallourg Magnitogorsk dans la Pervaïa liga, le troisième échelon russe,. Il joue ensuite son premier match dans la Superliga lors de la saison 2004-2005. En 2008, il s'impose comme titulaire à part entière dans la Ligue continentale de hockey. Le 25 janvier 2009, il est le premier gardien à inscrire un but cette ligue. Il marque le second but de son équipe en cage vide lors d'une victoire 2-0 contre les Ak Bars Kazan. Cette année-là, le Metallourg s'incline en finale de la Ligue des Champions contre les ZSC Lions. Le 1er février 2011, il est échangé au HK CSKA Moscou en retour de Gueorgui Micharine.

### Carrière internationale
Il a représenté la Russie en sélection jeune . L'équipe termine cinquième au championnat du monde moins de 18 ans 2005. Il participe au Défi ADT Canada-Russie en 2006.

## Équipes successives
- Metallourg Magnitogorsk (Pervaïa liga) 2003-2007
- Metallourg Magnitogorsk (Superliga) 2004-2008
- Metallourg Magnitogorsk (KHL) 2008-2011
- HK CSKA Moscou (KHL) 2011
- Traktor Tcheliabinsk (KHL) 2011-2012

## Trophées et honneurs personnels
- Ligue continentale de hockey
  - 2008-2009 : élu meilleure recrue.
  - 2009-2010 : élu gardien du mois de septembre.